# Eleutera pennata
Eleutera pennata là một loài rêu trong họ Neckeraceae. Loài này được (Hedw.) Stuntz mô tả khoa học đầu tiên năm 1900.